# Großer Preis von Saudi-Arabien 2021
Der Große Preis von Saudi-Arabien 2021 (offiziell Formula 1 STC Saudi Arabian Grand Prix 2021) fand am 5. Dezember auf dem Jeddah Corniche Circuit in Dschidda statt und war das 21. Rennen der Formel-1-Weltmeisterschaft 2021.

## Bericht

### Hintergründe
Nach dem Großen Preis von Katar führte Max Verstappen in der Fahrerwertung mit acht Punkten vor Lewis Hamilton und mit 148,5 Punkten vor Valtteri Bottas. In der Konstrukteurswertung führte Mercedes mit fünf Punkten vor Red Bull Racing und mit 249 Punkten vor Ferrari. In der Fahrerweltmeisterschaft konnten nach dem Großen Preis von Mexiko nur noch Verstappen und Hamilton Weltmeister werden.
Sergio Pérez (sieben), Sebastian Vettel, Yuki Tsunoda, Nikita Masepin, Nicholas Latifi (jeweils sechs), Lando Norris, Lance Stroll, Bottas (jeweils fünf), Verstappen (vier), Antonio Giovinazzi, Pierre Gasly (jeweils drei), Charles Leclerc, Kimi Räikkönen, Hamilton, Fernando Alonso (jeweils zwei), George Russell und Esteban Ocon (jeweils einer) gingen mit Strafpunkten ins Wochenende.
Da der Große Preis von Saudi-Arabien zum ersten Mal ausgetragen wurde, trat kein ehemaliger Sieger zu diesem Grand Prix an.
Als Rennkommissare für dieses Rennwochenende fungierten Garry Connelly (AUS), Silvia Bellot (ESP), Vitantonio Liuzzi (ITA) und Hassan Al Abdali (SAU).

### Training
Im ersten freien Training fuhr Hamilton mit 1:29,786 Minuten die Bestzeit vor Verstappen und Bottas.
Im zweiten freien Training war Hamilton mit einer Zeit von 1:29,018 Minuten Schnellster vor Bottas und Gasly.
Im dritten freien Training fuhr Verstappen mit 1:28,100 Minuten die Bestzeit vor Hamilton und Pérez.

### Qualifying
Das Qualifying bestand aus drei Teilen mit einer Nettolaufzeit von 45 Minuten. Im ersten Qualifying-Segment (Q1) hatten die Fahrer 18 Minuten Zeit, um sich für das Rennen zu qualifizieren. Alle Fahrer, die im ersten Abschnitt eine Zeit erzielten, die maximal 107 Prozent der schnellsten Rundenzeit betrug, qualifizierten sich. Die besten 15 Fahrer erreichten den nächsten Teil. Pérez war Schnellster, die Haas- und Aston-Martin-Piloten sowie Latifi schieden aus.
Der zweite Abschnitt (Q2) dauerte 15 Minuten. Die schnellsten zehn Piloten qualifizierten sich für den dritten Teil des Qualifyings. Hamilton war Schnellster, Daniel Ricciardo, Räikkönen, Alonso, Russell und Carlos Sainz jr. schieden aus.
Der letzte Abschnitt (Q3) ging über eine Zeit von zwölf Minuten, in denen die ersten zehn Startpositionen vergeben wurden. Hamilton fuhr mit 1:27,511 Minuten die schnellste Zeit vor Bottas und Verstappen, der knapp vor Trainingsende in der letzten Kurve gegen eine Barriere prallte. Es war die 103. Pole-Position für Hamilton in der Formel-1-Weltmeisterschaft.

### Rennen
Hamilton gewann den Start und die ersten fünf Positionen blieben unverändert, erst Gasly verlor Positionen gegen Norris und Ocon.
In Runde 10 crashte Schumacher, weshalb das Safety-Car raus kam. Die beiden Mercedes, Leclerc, Perez, Norris, Alonso, Russell, Stroll und Latifi wechselten Reifen, Verstappen fuhr an der Box vorbei und war somit in Führung. Nachdem das Auto von Schumacher entfernt wurde, wurde das Ausmaß der Schäden an der Barriere deutlich, weshalb das Rennen unterbrochen wurde. Verstappen konnte also Reifen wechseln, ohne einen Platz zu verlieren.
Beim Restart schickte Verstappen Hamilton nach außen, sodass die Top 3 nun Verstappen, Ocon und dann Hamilton lauteten. Im hinteren Feld kam es zu gravierenderen Unfällen, Pérez wurde zwischen Leclerc und Gasly eingeklemmt und musste seinen Red Bull abstellen, außerdem kollidierten Masepin und Russell und schieden somit aus. Das Rennen wurde wieder unterbrochen. Da Verstappen sich aufgrund des Manövers gegen Hamilton einen Vorteil verschaffte und die Position aufgrund der roten Flagge nicht auf der Strecke zurückgeben konnte, machte die Rennleitung Red Bull das Angebot, beim Restart hinter Hamilton zu starten, was Red Bull nach kurzer Überlegung annahm. Die Startaufstellung für den Restart war nun: Ocon, Hamilton, Verstappen, Ricciardo, Bottas, Gasly, Leclerc, Giovinazzi, Sainz jr. und Vettel. Verstappen startete auf Medium, Hamilton auf Hard.
Verstappen gewann den Restart und schnappte sich Hamilton und Ocon, der kurze Zeit später auch von Hamilton überholt wurde. Hamilton startete seine Jagd und war schnell an Verstappen dran, musste seinen Überholversuch aufgrund mehrerer virtueller Safety-Car-Phasen, ausgelöst unter anderem durch Tsunoda und Vettel, verschieben. In Runde 36 griff Hamilton Verstappen dann an, der ihn wieder nach außen drückte und so vorne blieb. Verstappen bekam die Ansage, Hamilton vorbei zu lassen, jedoch kollidierten die beiden beim angekündigten Platztausch. Verstappen bekam wieder die Ansage, Hamilton vorbei zulassen, tat dies jedoch nicht. In Runde 45 war Hamilton schließlich vorbei, Verstappen hatte zudem eine Fünf-Sekunden-Zeitstrafe erhalten.
Hamilton gewann das Rennen vor Verstappen und Bottas, der sich kurz vor der Start-Ziel-Linie Ocon schnappte. Hamilton fuhr außerdem noch die schnellste Rennrunde, weshalb die beiden WM-Rivalen punktgleich ins letzte Rennen gingen.
Verstappen bekam nachträglich noch eine Zehn-Sekunden-Zeitstrafe für die Kollision mit Hamilton. Diese Strafe änderte jedoch nichts am Rennergebnis. Die anderen Punkte gingen an Ricciardo, Gasly, Leclerc, Sainz jr., Giovinazzi und Norris.

## Meldeliste
| Team                            | Nr. | Fahrer             | Chassis                           | Motor                             | Reifen |
| ------------------------------- | --- | ------------------ | --------------------------------- | --------------------------------- | ------ |
| Mercedes-AMG Petronas F1 Team   | 44  | Lewis Hamilton     | Mercedes-AMG F1 W12 E Performance | Mercedes-AMG F1 M12 E Performance | P      |
| Mercedes-AMG Petronas F1 Team   | 77  | Valtteri Bottas    | Mercedes-AMG F1 W12 E Performance | Mercedes-AMG F1 M12 E Performance | P      |
| Red Bull Racing Honda           | 33  | Max Verstappen     | Red Bull Racing RB16B             | Honda RA621H                      | P      |
| Red Bull Racing Honda           | 11  | Sergio Pérez       | Red Bull Racing RB16B             | Honda RA621H                      | P      |
| McLaren F1 Team                 | 03  | Daniel Ricciardo   | McLaren MCL35M                    | Mercedes-AMG F1 M12 E Performance | P      |
| McLaren F1 Team                 | 04  | Lando Norris       | McLaren MCL35M                    | Mercedes-AMG F1 M12 E Performance | P      |
| Aston Martin Cognizant F1 Team  | 18  | Lance Stroll       | Aston Martin AMR21                | Mercedes-AMG F1 M12 E Performance | P      |
| Aston Martin Cognizant F1 Team  | 05  | Sebastian Vettel   | Aston Martin AMR21                | Mercedes-AMG F1 M12 E Performance | P      |
| Alpine F1 Team                  | 14  | Fernando Alonso    | Alpine A521                       | Renault E-Tech 20B                | P      |
| Alpine F1 Team                  | 31  | Esteban Ocon       | Alpine A521                       | Renault E-Tech 20B                | P      |
| Scuderia Ferrari Mission Winnow | 16  | Charles Leclerc    | Ferrari SF21                      | Ferrari 065/6                     | P      |
| Scuderia Ferrari Mission Winnow | 55  | Carlos Sainz jr.   | Ferrari SF21                      | Ferrari 065/6                     | P      |
| Scuderia AlphaTauri Honda       | 22  | Yuki Tsunoda       | AlphaTauri AT02                   | Honda RA621H                      | P      |
| Scuderia AlphaTauri Honda       | 10  | Pierre Gasly       | AlphaTauri AT02                   | Honda RA621H                      | P      |
| Alfa Romeo Racing Orlen         | 07  | Kimi Räikkönen     | Alfa Romeo Racing C41             | Ferrari 065/6                     | P      |
| Alfa Romeo Racing Orlen         | 99  | Antonio Giovinazzi | Alfa Romeo Racing C41             | Ferrari 065/6                     | P      |
| Uralkali Haas F1 Team           | 09  | Nikita Masepin     | Haas VF-21                        | Ferrari 065/6                     | P      |
| Uralkali Haas F1 Team           | 47  | Mick Schumacher    | Haas VF-21                        | Ferrari 065/6                     | P      |
| Williams Racing                 | 63  | George Russell     | Williams FW43B                    | Mercedes-AMG F1 M12 E Performance | P      |
| Williams Racing                 | 06  | Nicholas Latifi    | Williams FW43B                    | Mercedes-AMG F1 M12 E Performance | P      |

## Klassifikationen

### Qualifying
| Pos.                                                                      | Fahrer             | Konstrukteur              | Q1       | Q2       | Q3       | Start |
| ------------------------------------------------------------------------- | ------------------ | ------------------------- | -------- | -------- | -------- | ----- |
| 01                                                                        | Lewis Hamilton     | Mercedes                  | 1:28,466 | 1:27,712 | 1:27,511 | 01    |
| 02                                                                        | Valtteri Bottas    | Mercedes                  | 1:28,057 | 1:28,054 | 1:27,622 | 02    |
| 03                                                                        | Max Verstappen     | Red Bull Racing-Honda     | 1:28,285 | 1:27,953 | 1:27,653 | 03    |
| 04                                                                        | Charles Leclerc    | Ferrari                   | 1:28,310 | 1:28,459 | 1:28,054 | 04    |
| 05                                                                        | Sergio Pérez       | Red Bull Racing-Honda     | 1:28,021 | 1:27,946 | 1:28,123 | 05    |
| 06                                                                        | Pierre Gasly       | AlphaTauri-Honda          | 1:28,401 | 1:28,314 | 1:28,125 | 06    |
| 07                                                                        | Lando Norris       | McLaren-Mercedes          | 1:28,338 | 1:28,344 | 1:28,180 | 07    |
| 08                                                                        | Yuki Tsunoda       | AlphaTauri-Honda          | 1:28,503 | 1:28,222 | 1:28,442 | 08    |
| 09                                                                        | Esteban Ocon       | Alpine-Renault            | 1:28,752 | 1:28,574 | 1:28,647 | 09    |
| 10                                                                        | Antonio Giovinazzi | Alfa Romeo Racing-Ferrari | 1:28,899 | 1:28,616 | 1:28,754 | 10    |
| 11                                                                        | Daniel Ricciardo   | McLaren-Mercedes          | 1:28,216 | 1:28,668 | –        | 11    |
| 12                                                                        | Kimi Räikkönen     | Alfa Romeo Racing-Ferrari | 1:28,856 | 1:28,885 | –        | 12    |
| 13                                                                        | Fernando Alonso    | Alpine-Renault            | 1:28,944 | 1:28,920 | –        | 13    |
| 14                                                                        | George Russell     | Williams-Mercedes         | 1:28,926 | 1:29,054 | –        | 14    |
| 15                                                                        | Carlos Sainz jr.   | Ferrari                   | 1:28,237 | 1:53,652 | –        | 15    |
| 16                                                                        | Nicholas Latifi    | Williams-Mercedes         | 1:29,177 | –        | –        | 16    |
| 17                                                                        | Sebastian Vettel   | Aston Martin-Mercedes     | 1:29,198 | –        | –        | 17    |
| 18                                                                        | Lance Stroll       | Aston Martin-Mercedes     | 1:29,368 | –        | –        | 18    |
| 19                                                                        | Mick Schumacher    | Haas-Ferrari              | 1:29,464 | –        | –        | 19    |
| 20                                                                        | Nikita Masepin     | Haas-Ferrari              | 1:30,473 | –        | –        | 20    |
| 107-Prozent-Zeit: 1:34,182 min (bezogen auf Q1-Bestzeit von 1:28,021 min) |                    |                           |          |          |          |       |

### Rennen
| Pos. | Fahrer             | Konstrukteur              | Runden | Stopps | Zeit        | Start | Schnellste Runde |
| ---- | ------------------ | ------------------------- | ------ | ------ | ----------- | ----- | ---------------- |
| 01   | Lewis Hamilton     | Mercedes                  | 50     | 3      | 2:06:15,118 | 01    | 1:30,734 (47.)   |
| 02   | Max Verstappen     | Red Bull Racing-Honda     | 50     | 2      | + 21,825    | 03    | 1:31,488 (35.)   |
| 03   | Valtteri Bottas    | Mercedes                  | 50     | 3      | + 27,531    | 02    | 1:31,408 (47.)   |
| 04   | Esteban Ocon       | Alpine-Renault            | 50     | 2      | + 27,633    | 09    | 1:31,797 (47.)   |
| 05   | Daniel Ricciardo   | McLaren-Mercedes          | 50     | 2      | + 40,121    | 11    | 1:32,716 (43.)   |
| 06   | Pierre Gasly       | AlphaTauri-Honda          | 50     | 2      | + 41,613    | 06    | 1:32,297 (46.)   |
| 07   | Charles Leclerc    | Ferrari                   | 50     | 3      | + 44,475    | 04    | 1:31,601 (46.)   |
| 08   | Carlos Sainz jr.   | Ferrari                   | 50     | 2      | + 46,606    | 15    | 1:31,851 (37.)   |
| 09   | Antonio Giovinazzi | Alfa Romeo Racing-Ferrari | 50     | 2      | + 58,505    | 10    | 1:32,865 (37.)   |
| 10   | Lando Norris       | McLaren-Mercedes          | 50     | 3      | + 1:01,358  | 07    | 1:31,914 (49.)   |
| 11   | Lance Stroll       | Aston Martin-Mercedes     | 50     | 3      | + 1:17,212  | 18    | 1:32,804 (45.)   |
| 12   | Nicholas Latifi    | Williams-Mercedes         | 50     | 3      | + 1:23,249  | 16    | 1:32,751 (49.)   |
| 13   | Fernando Alonso    | Alpine-Renault            | 49     | 4      | + 1 Runde   | 13    | 1:31,633 (46.)   |
| 14   | Yuki Tsunoda       | AlphaTauri-Honda          | 49     | 3      | + 1 Runde   | 08    | 1:32,506 (44.)   |
| 15   | Kimi Räikkönen     | Alfa Romeo Racing-Ferrari | 49     | 3      | + 1 Runde   | 12    | 1:32,778 (45.)   |
| –    | Sebastian Vettel   | Aston Martin-Mercedes     | 44     | 3      | DNF         | 17    | 1:34,030 (41.)   |
| –    | George Russell     | Williams-Mercedes         | 15     | 2      | DNF         | 14    | 1:36,130 (07.)   |
| –    | Sergio Pérez       | Red Bull Racing-Honda     | 15     | 2      | DNF         | 05    | 1:34,138 (09.)   |
| –    | Nikita Masepin     | Haas-Ferrari              | 15     | 1      | DNF         | 20    | 1:37,043 (08.)   |
| –    | Mick Schumacher    | Haas-Ferrari              | 8      | 0      | DNF         | 19    | 1:36,043 (08.)   |

Anmerkungen
1. ↑  Verstappen erhielt eine Fünf-Sekunden-Zeitstrafe, da er sich durch das Verlassen der Strecke einen bleibenden Vorteil verschaffte.
2. ↑  Verstappen erhielt eine Zehn-Sekunden-Zeitstrafe, da er eine Kollision mit Hamilton verursachte.
3. ↑  Tsunoda erhielt eine Fünf-Sekunden-Zeitstrafe, da er eine Kollision mit Vettel verursachte.

## WM-Stände nach dem Rennen
Die ersten zehn des Rennens bekamen 25, 18, 15, 12, 10, 8, 6, 4, 2 bzw. 1 Punkt(e). Zusätzlich gab es einen Punkt für die schnellste Rennrunde, da der Fahrer unter den ersten Zehn landete.

### Fahrerwertung
| Pos. | Fahrer           | Konstrukteur          | Punkte |
| ---- | ---------------- | --------------------- | ------ |
| 01   | Max Verstappen   | Red Bull Racing-Honda | 369,5  |
| 02   | Lewis Hamilton   | Mercedes              | 369,5  |
| 03   | Valtteri Bottas  | Mercedes              | 218    |
| 04   | Sergio Pérez     | Red Bull Racing-Honda | 190    |
| 05   | Charles Leclerc  | Ferrari               | 158    |
| 06   | Lando Norris     | McLaren-Mercedes      | 154    |
| 07   | Carlos Sainz jr. | Ferrari               | 149,5  |
| 08   | Daniel Ricciardo | McLaren-Mercedes      | 115    |
| 09   | Pierre Gasly     | AlphaTauri-Honda      | 100    |
| 10   | Fernando Alonso  | Alpine-Renault        | 77     |
| 11   | Esteban Ocon     | Alpine-Renault        | 72     |

| Pos. | Fahrer             | Konstrukteur              | Punkte |
| ---- | ------------------ | ------------------------- | ------ |
| 12   | Sebastian Vettel   | Aston Martin-Mercedes     | 43     |
| 13   | Lance Stroll       | Aston Martin-Mercedes     | 34     |
| 14   | Yuki Tsunoda       | AlphaTauri-Honda          | 20     |
| 15   | George Russell     | Williams-Mercedes         | 16     |
| 16   | Kimi Räikkönen     | Alfa Romeo Racing-Ferrari | 10     |
| 17   | Nicholas Latifi    | Williams-Mercedes         | 7      |
| 18   | Antonio Giovinazzi | Alfa Romeo Racing-Ferrari | 3      |
| 19   | Mick Schumacher    | Haas-Ferrari              | 0      |
| 20   | Robert Kubica      | Alfa Romeo Racing-Ferrari | 0      |
| 21   | Nikita Masepin     | Haas-Ferrari              | 0      |

### Konstrukteurswertung
| Pos. | Konstrukteur          | Punkte |
| ---- | --------------------- | ------ |
| 1    | Mercedes              | 587,5  |
| 2    | Red Bull Racing-Honda | 559,5  |
| 3    | Ferrari               | 307,5  |
| 4    | McLaren-Mercedes      | 269    |
| 5    | Alpine-Renault        | 149    |

| Pos. | Konstrukteur              | Punkte |
| ---- | ------------------------- | ------ |
| 06   | AlphaTauri-Honda          | 120    |
| 07   | Aston Martin-Mercedes     | 77     |
| 08   | Williams-Mercedes         | 23     |
| 09   | Alfa Romeo Racing-Ferrari | 13     |
| 10   | Haas-Ferrari              | 0      |